# Leptosiaphos dungeri
Leptosiaphos dungeri là một loài thằn lằn trong họ Scincidae. Loài này được Trape mô tả khoa học đầu tiên năm 2012.